# Бригада Мийо (Франция)
Бригада лёгкой кавалерии Мийо (фр. brigade de cavalerie légère Milhaud) — формирование лёгкой кавалерии (соединение, бригада), созданное Наполеоном в сентябре 1806 года для действия в составе резервной кавалерии Великой Армии.
С декабря 1806 года по июль 1809 года — бригада лёгкой кавалерии Брюйера (фр. brigade de cavalerie légère Bruyère).
C июля 1809 года по июль 1810 года — бригада лёгкой кавалерии Кастекса (фр. brigade de cavalerie légère Castex).
2 марта 1810 года Наполеон начал реорганизацию и расформирование частей, дислоцированных на территории Германии. Бригада получила приказ вернуться на территорию Франции, и 12 июля 1810 была распущена.

## История бригады

### Формирование бригады
20 сентября 1806 года, перед началом Прусской кампании, Наполеон создал в составе резервной кавалерии принца Мюрата две бригады лёгкой кавалерии: бригаду Мийо и бригаду Ласалля. В бригаду Мийо вошли 11-й и 13-й конно-егерские полки.

### Прусская кампания 1806 года
Намерение Императора состояло в том, чтобы достичь Зале фланговым маршем до того, как там появятся очень большие силы противника. Для ускорения движения к баварской границе были переброшены кавалерийские отряды. Кавалерийский резерв отправляется в Кронах; 5 октября Мюрат должен был провести там смотр бригад Ласалля и Мийо, но по причине разбросанности подразделений, 13-й конно-егерский полк был проверен по пути. Как написал Мюрат в раппорте Бертье: «13-й конно-егерский полк, который я видел по пути, шедший из Лихтенфельда в Кронах, показался мне превосходным и в хорошем расположении духа; у него почти 500 лошадей». 7 октября начались военные действия. Кавалерия Мюрата предшествует армии. 13-й конно-егерский полк идёт в авангарде; вечером 7-го числа он находился в Штайнвайсене, наблюдая за сообщениями с Швайнфуртом. 8-го числа Мюрат двинулся с тремя полками по дороге на Кронах, окруженный справа 5-м гусарским полком и слева 13-м у Зальфельда. С 9-го числа за разведку отвечала бригада Мийо. Полк прикрывал участок фронта длиной от 20 до 25 километров системой партий и разведки под командованием офицеров. Происходят первые столкновения с неприятелем. 12-го числа 13-й полк окружил дивизию Дюпона на марше к Гере и 13-го вернулся в кавалерийский резерв, который двинулся к Дорнбургу; полк занял Шаумбург, соединившись с Ласаллем в Вайсенфельсе, а во второй половине дня присоединился к резерву в Дорнбурге. 14-го числа был отправлен для наблюдения в направлении от Эрфурта на Уссембах; он не присутствовал в битве при Йене 14 октября, но с вечера участвовал в преследовании разбитых пруссаков. 15-го полк находился в Эрфурте; 16-го числа в Лангензальце, где генерал Бомон, первый адъютант Мюрата, временно заменил генерала Мийо, раненного в результате падения с лошади. 17-го числа в Гросфюррене перед Нордхаузеном. 18-го числа кавалерийский резерв вслед за 4-м корпусом переправился через горы Гарц, чтобы помешать герцогу Веймарскому переправиться через Эльбу и отступить в Магдебург. Мюрат вёл дивизии разными маршрутами: дивизии Нансути и д’Опуля и 13-й конно-егерский на Ассефельд. Принц выступил с 13-м полком во главе и 25-м драгунским полковника Риго, который маршал Сульт направил в Биркенмоар. Он встретил врага с двумя кавалерийскими полками и около 800 пехотинцами на высотах Стиге в 6 часов вечера; атаковав, отбросили пруссаков в беспорядке в лес; ночь препятствует преследованию. 19-го числа в 5 часов утра резерв переместился в Хальберштадт, который был назначен местом встречи. Мюрат во главе 13-го полка и 25-го драгунского прошёл через Блакенбург, которым он овладел в 10 часов утра; противник эвакуировал его в 6 часов утра. Оба полка бросаются в погоню по дороге на Хальберштадт. 13-й полк встречает хвост колонны у входа в город; он атакует её, обращает в бегство, захватывает 300 гренадеров гвардейского полка и двенадцать повозок с экипажами. Затем он занял позицию в Хемерслебене. 20-го числа пять кавалерийских дивизий находились под Магдебургом. Генерал Бомон и полковник штаба Жерар, заместитель начальника генерального штаба кавалерийского резерва, отправляются с 13-м полком в деревню Барби, чтобы застать врасплох переправу через Эльбу. Они, проскакав 70 километров, вечером захватывают переправу. 21 числа был осаждён Магдебург. Мюрат отправляется к Барби, охраняемый 13-м, чтобы изучить доступные ресурсы для переправы через Эльбу. Тем временем сожжённый врагом мост в Дессау был восстановлен, и вся кавалерия получила приказ форсировать реку. 22-го числа 13-й форсировал Эльбу и двинулся на Берлин. 23-го числа он был в Тройенбитцене; 24-го числа в Потсдаме. Генерал Мийо вновь принял командование своей бригадой.
29 октября 1806 года Мийо с 1500 человек кавалерии взял в плен 6000 пруссаков при Пазевальке. 26 декабря 1806 года бригада сражалась у Голымина.
30 декабря 1806 года Мийо был произведён в дивизионные генералы, и получил под своё начало 3-ю драгунскую дивизию.

## Командиры бригады
- бригадный генерал Жан-Батист Мийо (20 сентября 1806 – 30 декабря 1806)
  - бригадный генерал Луи Бомон (16 октября 1806 – 24 октября 1806)[К 2]
- бригадный генерал Жан-Пьер Брюйер (31 декабря 1806 – 14 июля 1809)
- полковник Жан-Батист Деманжо (14 июля 1809 – 21 июля 1809)
- бригадный генерал Бертран Кастекс (21 июля 1809 – 12 июля 1810)

## Подчинение и номер бригады
| бригада и номер              | дивизия                          | корпус               | армия          | дата             |
| ---------------------------- | -------------------------------- | -------------------- | -------------- | ---------------- |
| бригада лёгкой кавалерии     |                                  | резервная кавалерия  | Великая Армия  | 20 сентября 1806 |
| бригада лёгкой кавалерии     | дивизия лёгкой кавалерии Лассаля | резервная кавалерия  | Великая Армия  | 30 декабря 1806  |
| бригада лёгкой кавалерии     | дивизия лёгкой кавалерии Лассаля | 4-й армейский корпус | Великая Армия  | 12 июля 1807     |
| бригада лёгкой кавалерии     |                                  |                      | Рейнская армия | 15 октября 1808  |
| бригада лёгкой кавалерии     | дивизия лёгкой кавалерии Лассаля | 4-й армейский корпус | Армия Германии | 1 апреля 1809    |
| 3-я бригада лёгкой кавалерии | дивизия лёгкой кавалерии Кенеля  | резервная кавалерия  | Армия Германии | 21 июля 1809     |

## Состав бригады
13-й конно-егерский полк (фр. 13e régiment de chasseurs à cheval)
в составе бригады с момента её формирования.
1-й гусарский полк (фр. 1er régiment de hussards)
в составе бригады с 17 декабря 1806 года, и до 12 октября 1808 года.
24-й конно-егерский полк (фр. 24e régiment de chasseurs à cheval)
в составе бригады с 28 марта 1807 года.
1-й итальянский королевский конно-егерский полк (итал. 1º reggimento cacciatori a cavallo Real Italiano)
в составе бригады с 28 марта 1807 года по 30 августа 1807 года.

## Организация и численность бригады
На 20 сентября 1806 года:
- командир бригады — бригадный генерал Жан-Батист Мийо
  - 11-й конно-егерский полк (3 эскадрона, 553 человека, командир — полковник Шарль Жакино)
  - 13-й конно-егерский полк (3 эскадрона, 516 человек, командир — полковник Жан-Батист Деманжо)
    - Всего: 6 эскадронов, 1071 человек[5].

На 10 июня 1807 года:
- командир бригады — бригадный генерал Жан-Пьер Брюйер
  - 1-й гусарский полк (3 эскадрона, 525 человек, командир — полковник Жак Бегунь де Жюньяк)
  - 13-й конно-егерский полк (3 эскадрона, 383 человека, командир — полковник Жан-Батист Деманжо)
  - 24-й конно-егерский полк (3 эскадрона, 428 человек, командир — полковник Антуан Морен)
  - 1-й итальянский королевский конно-егерский полк (командир — полковник Альберто Дзанетти)
    - Всего: 9 эскадронов, около 1339 человек[6].

На 5 июля 1809 года:
- командир бригады — бригадный генерал Жан-Пьер Брюйер
  - 13-й конно-егерский полк (4 эскадрона, 493 человека, командир — полковник Жан-Батист Деманжо)
  - 24-й конно-егерский полк (3 эскадрона, 287 человек, командир — полковник Огюст Амей)
    - Всего: 7 эскадронов, 783 человека[7].

## Награждённые

### Комманданы ордена Почётного легиона
- Жан-Пьер Брюйер, 14 июня 1809 – бригадный генерал, командир бригады

### Офицеры ордена Почётного легиона
- Никез Бевьер, 22 ноября 1806 – командир эскадрона 11-го конно-егерского
- Жак Бегунь де Жюньяк, 7 января 1807 – полковник, командир 1-го гусарского
- Жан Николя, 10 мая 1807 – командир эскадрона 1-го гусарского
- Жан Коттен, 10 мая 1807 – капитан, командир роты 13-го конно-егерского
- Жан-Батист Деманжо, 14 мая 1807 – полковник, командир 13-го конно-егерского
- Жан-Пьер Брюйер, 11 июля 1807 – бригадный генерал, командир бригады
- Шарль де Флао, 11 июля 1807 – командир эскадрона 13-го конно-егерского
- Элеонор Куртье, 10 сентября 1807 – командир эскадрона 24-го конно-егерского
- Бернар Элишингер, 8 октября 1808 – капитан, командир роты 1-го гусарского
- Огюст Амей, 13 августа 1809 – полковник, командир 24-го конно-егерского
- Франсуа Фавро, 22 августа 1809 – майор, заместитель командира 24-го конно-егерского
- Виктор де Фийе де ля Барр, 6 сентября 1809 – командир эскадрона 13-го конно-егерского

### Комментарии
1. ↑  11-й коно-егерский так и не присоединился к бригаде, и продолжил действовать в составе 4-го корпуса маршала Сульта
2. ↑  временного заменял раненного в результате падения с лошади генерала Мийо